# Трубецкая Дача
Трубецкая Дача — опустевшая деревня в Лежневском районе Ивановской области. Входит в состав Лежневского сельского поселения.

## География
Находится в юго-западной части Ивановской области на расстоянии приблизительно 16 км на юг-юго-запад по прямой от районного центра поселка Лежнево.

## История
Населённый пункт был основан как посёлок лесозаготовителей (вначале Трубецкой барак) после Октябрьской революции. 
В середине 1950-х годов посёлок Трубецкая Дача относился к Лежневскому лесопункту Тейковского леспромхоза, позднее Лежневскому лесоучастку Якшинского леспромхоза. Сюда от станции Якшинский вела узкоколейная железная дорога. По мере истощения лесных запасов лесоразработки прекратились. 
В 2004 году посёлок получил статус деревни. Ныне представляет собой урочище.

## Население
Постоянное население составляло 1 человек в 2002 году (русские 100 %), 0 в 2010 году.